# Šuma Striborova
Šuma Striborova jedna je od pripovijedaka iz knjige Priče iz davnine Ivane Brlić-Mažuranić. Govori o starici, njezinom sinu i snahi-zmiji. Snahu je sin našao u šumi, učinila mu se prikladnom za suprugu i doveo ju je kući potpuno nesvjestan njezina podrijetla i začaranosti. No, njezinu su zmijsku prirodu lukavstvom razotkrili mladićeva majka i Malik Tintilinić (namamili su je da pred mladićem tj. suprugom zapaluca rascijepljenim zmijskim jezikom). Raskrinkana snaha je u obličju zmije pobjegla natrag u šumu.
Bajku su ilustrirali Petar Orlić (1. izd. 1916.) i Vladimir Kirin (3. izd. 1926.), u nekim kasnijim izdanjima i Cvijeta Job, a slika se našla na poštanskoj marci Republike Hrvatske iz 1997. godine.

## Vanjske poveznice
- Tekst s ilustracijama, svastara.com
- Šuma Striborova, baza.ivaninakucabajke.hr
- M.L., Šuma Striborova, lektire.hr

|  | Wikizvor ima izvorni tekst Priče iz davnine |